# Whitey Kachan
Edwin John «Whitey» Kachan (nacido el 15 de septiembre de 1925 en Illinois y fallecido el 7 de marzo de 1993 en Morton Grove, Illinois) fue un jugador de baloncesto estadounidense que disputó una temporada en la BAA. Con 1,88 metros de estatura, jugaba en la posición de base.

## Trayectoria deportiva

### Universidad
Jugó durante su etapa universitaria con los Blue Demons de la Universidad DePaul.

### Profesional
Fue elegido en el Draft de la BAA de 1948 por Chicago Stags, donde jugó 33 partidos, en los que promedió 2,0 puntos, hasta que en el mes de febrero fue traspasado a los Minneapolis Lakers, con los que se proclamó campeón ese año, tras derrotar en las Finales a los Washington Capitols. Kachan promedió en la temporada regular 2,5 puntos por partido.

## Estadísticas de su carrera en la NBA

### Temporada regular
| Temporada | Edad | Equipo             | Liga | P  | TIT | MIN | TC  | TCA | %TC  | 3P | 3PA | %3P | TL  | TLA | %TL  | R.OF. | R.DEF. | REB | ASIS | ROB | TAP | PER | FP  | PTS |
| 1948-49   | 23   | TOTAL              | BAA  | 52 |     |     | 0.7 | 2.7 | .268 |    |     |     | 0.7 | 1.1 | .643 |       |        |     | 0.7  |     |     |     | 1.6 | 2.2 |
| 1948-49   | 23   | Chicago Stags      | BAA  | 33 |     |     | 0.7 | 3.0 | .220 |    |     |     | 0.6 | 1.0 | .618 |       |        |     | 0.8  |     |     |     | 1.7 | 2.0 |
| 1948-49   | 23   | Minneapolis Lakers | BAA  | 19 |     |     | 0.8 | 2.2 | .381 |    |     |     | 0.8 | 1.2 | .682 |       |        |     | 0.6  |     |     |     | 1.3 | 2.5 |
| Total     |      |                    | BAA  | 52 |     |     | 0.7 | 2.7 | .268 |    |     |     | 0.7 | 1.1 | .643 |       |        |     | 0.7  |     |     |     | 1.6 | 2.2 |

### Playoffs
| Temporada | Edad | Equipo             | Liga | P | MIN | TCA | TC | 3PA | 3P | TLA | TL | R.OF. | REB | ASIS | ROB | TAP | PER | FP | PTS | %TC  | %3P | %FT | MIN | PTS | REB | AST |
| 1948-49   | 23   | Minneapolis Lakers | BAA  | 8 |     | 2   | 5  |     |    | 0   | 0  |       |     | 2    |     |     |     | 3  | 4   | .400 |     |     |     | 0.5 |     | 0.3 |
| Total     |      |                    | BAA  | 8 |     | 2   | 5  |     |    | 0   | 0  |       |     | 2    |     |     |     | 3  | 4   | .400 |     |     |     | 0.5 |     | 0.3 |